# Pingu
Pingu je švýcarsko-britský televizní seriál pro děti, který vytvořil Otmar Gutmann. Je vytvořen pomocí stop motion animace za použití figurek z plastelíny. V ČR je vysílán na české verzi TV programu JimJam a stanicích České televize F1, ČT1, ČT2 a ČT :D. Na Slovensku je vysílán na TV programu veřejnoprávní RTVS stanice Jednotka.
Tento televizní seriál má 157 dílů a 6 sérií, vysílán byl mezi lety 1990 a 2006.